# Arzila
Arzila is een plaats (freguesia) in de Portugese gemeente Coimbra en telt 728 inwoners (2001).